# 1519-es busz
Az 1519-es jelzésű autóbusz egy országos autóbuszjárat volt, amely Szegedet kötötte össze Hévízzel. 
A 2016. június 16-ai menetrend módosításokkal vezették be.
Útvonalának hossza 363,2 km, menetideje 5 óra 55 perc (355 perc) volt. 
Nyári tanszünetben naponta egy járatpár szállította az utasokat.
A 2021. június 16-ai menetrend módosításokkal a Volánbusz megszüntette az autóbuszvonalat, az utolsó járat 2020. augusztus 29-én közlekedett. A járatok visszakerültek az 1506-os busz menetrendi mezőjébe.

## Megállóhelyei
| 0  | Szeged, autóbusz-állomás végállomás         | 13 | 5, 7, 7A, 9, 19 7F, 21, 60, 60Y, 64, 67, 67Y, 70, 71, 71A, 72, 72A, 73, 73Y, 74, 75, 76, 76Y, 77, 77A, 78, 78A 600, 1374, 1375, 1441, 1486, 1503, 1504, 1507, 1510, 1513, 1514, 1515, 1517, 1518 5000, 5001, 5002, 5003, 5004, 5005, 5007, 5008, 5010, 5012, 5015, 5016, 5020, 5021, 5022, 5023, 5024, 5025, 5030, 5031, 5032, 5033, 5034, 5035, 5040, 5041, 5042, 5045, 5046, 5047, 5049, 5050, 5054, 5055, 5056, 5058, 5059, 5060, 5061, 5062, 5063, 5064, 5066, 5070, 5071, 5075, 5076, 5109, 5112, 5160, 5189, 5329, 5362, 5369                                                                |
| 1  | Kecskemét, autóbusz-állomás                 | 12 | 1, 2D, 2S, 7, 7C, 12D, 15, 19, 21, 21D, 22, 25, 32 550, 551, 553, 555 1080, 1081, 1085, 1087, 1090, 1092, 1348, 1362, 1376, 1499, 1524, 1528, 1529, 1532, 1535 4777, 5075, 5076, 5202, 5203, 5205, 5206, 5208, 5209, 5210, 5211, 5212, 5214, 5215, 5216, 5217, 5218, 5219, 5220, 5221, 5222, 5223, 5224, 5225, 5226, 5227, 5228, 5229, 5230, 5231, 5232, 5233, 5234, 5235, 5237, 5238, 5240, 5241, 5242, 5245, 5250, 5255, 5258, 5279, 5359, 5387, 5502 |
| 2  | Siófok, autóbusz-állomás                    | 11 | 1, 2, 2K, 3, 4, 6, 7, 16, 61, 64 1174, 1175, 1177, 1499, 1506, 1528, 1563, 1564, 1592, 1593, 1740, 1742, 1842 5439, 5906, 5916, 5917, 6007, 6008, 6010, 6011, 6015, 6016, 6018, 6035, 6038, 6040, 6041, 6042, 6043, 6072, 6101, 7324, 8274, 8325 S35, személyvonat, sebesvonat, Déli<-parti sebesvonat, Déli->parti sebesvonat, Jégmadár sebesvonat, Napfürdő gyorsvonat, Adria expresszvonat, Agram expresszvonat, Agram-Tópart expresszvonat, Aranyhíd expresszvonat, Aranypart expresszvonat, Balaton expresszvonat, Ezüstpart expresszvonat, Gradec-Balaton expresszvonat Tópart expresszvonat |
| 3  | Zamárdi, vasúti megállóhely                 | 10 | 1174, 1177, 1499, 1506, 1528, 1592, 1742, 1842 5906, 5916, 6016, 6035, 6038, 6040, 6041, 6042, 6043, 6101 S35, személyvonat, sebesvonat, Déli<-parti sebesvonat, Déli->parti sebesvonat, Jégmadár sebesvonat, Napfürdő gyorsvonat,Adria expresszvonat, Agram expresszvonat, Agram-Tópart expresszvonat, Aranyhíd expresszvonat, Aranypart expresszvonat, Balaton expresszvonat, Ezüstpart expresszvonat, Gradec-Balaton expresszvonat, Tópart expresszvonat |
| 4  | Balatonföldvár, Központi Autóbusz-váróterem | 9  | 1174, 1177, 1499, 1506, 1528, 1592, 1742, 1842 5906, 5916, 6035, 6038, 6040, 6041, 6042, 6043, 6072, 6101 |
| 5  | Balatonszárszó, községháza                  | 8  | 1177, 1499, 1506, 1528, 1592, 1742, 1842 5906, 6038, 6040, 6041, 6042, 6043, 6101 |
| 6  | Balatonszemes, községháza                   | 7  | 1177, 1499, 1506, 1528, 1592, 1742, 1842 5906, 6040, 6041, 6042, 6043, 6101 |
| 7  | Balatonlelle, Becsali köz                   | 6  | 1499, 1506, 1528 5906, 6040, 6041, 6042, 6043 S35, személyvonat, sebesvonat, Déli<-parti sebesvonat, Déli->parti sebesvonat, Jégmadár sebesvonat, Aranypart expresszvonat, Ezüstpart expresszvonat, |
| 8  | Balatonlelle, vasúti megállóhely            | 5  | 1177, 1499, 1506, 1528, 1578, 1579, 1592, 1665, 1742, 1842 5905, 5906, 6040, 6041, 6042, 6043, 6071, 6101, 6195 S35, személyvonat, sebesvonat, Déli<-parti sebesvonat, Déli->parti sebesvonat, Jégmadár sebesvonat, Napfürdő gyorsvonat, Agram expresszvonat, Agram-Tópart expresszvonat, Aranyhíd expresszvonat, Aranypart expresszvonat, Balaton expresszvonat, Ezüstpart expresszvonat, Gradec-Balaton expresszvonat, Tópart expresszvonat |
| 9  | Balatonboglár, Orvosi rendelő               | 4  | 1499, 1506, 1528, 1578, 1579, 1665 5905, 6040, 6042, 6043, 6071, 6195 |
| 10 | Balatonboglár, Vasútállomás                 | 3  | 1499, 1506, 1528, 1578, 1579, 1665, 1842 5905, 5988, 6040, 6042, 6043, 6071, 6175, 6176, 6195 S35, személyvonat, sebesvonat, Déli<-parti sebesvonat, Déli->parti sebesvonat, Jégmadár sebesvonat, Napfürdő gyorsvonat, Agram expresszvonat, Agram-Tópart expresszvonat, Aranyhíd expresszvonat, Aranypart expresszvonat, Balaton expresszvonat, Ezüstpart expresszvonat, Gradec-Balaton expresszvonat, Tópart expresszvonat |
| 11 | Fonyód, Vasútállomás                        | 2  | 1 1499, 1506, 1528, 1578, 1579, 1665, 1842 5905, 5988, 6040, 6042, 6043, 6071, 6195, 6196 S35, személyvonat, sebesvonat, Déli<-parti sebesvonat, Déli->parti sebesvonat, Jégmadár sebesvonat, Napfürdő gyorsvonat, Adria expresszvonat, Agram expresszvonat, Agram-Tópart expresszvonat, Aranyhíd expresszvonat, Aranypart expresszvonat, Balaton expresszvonat, Ezüstpart expresszvonat, Gradec-Balaton expresszvonat, Tópart expresszvonat |
| 12 | Keszthely, autóbusz-állomás                 | 1  | 1, 2, 3, 5, 70, C5 1182, 1189, 1190, 1193, 1194, 1212, 1499, 1506, 1569, 1578, 1579, 1625, 1626, 1627, 1629, 1630, 1636, 1665, 1666, 1673, 1712, 1724, 1725, 1732, 1733, 1734, 1735, 1736, 1793, 1794, 1808, 1842, 1844 5974, 5977, 6162, 6164, 6192, 6216, 6218, 6230, 6231, 6237, 6306, 6310, 6316, 6350, 6355, 6360, 6361, 6364, 6370, 6373, 6375, 6384, 6387, 6390, 6391, 6395, 6398, 6415, 6416, 7721, 7722, 7836 személyvonat, sebesvonat, gyorsvonat, InterRégió, Aranyhíd expresszvonat, Balaton expresszvonat                                                                             |
| 13 | Hévíz, autóbusz-állomás végállomás          | 0  | 1182, 1189, 1190, 1194, 1212, 1499, 1506, 1569, 1625, 1627, 1629, 1630, 1636, 1665, 1666, 1673, 1712, 1724, 1725, 1732, 1733, 1734, 1735, 1736, 1793, 1794, 1808, 1842 6162, 6164, 6216, 6218, 6230, 6231, 6237, 6283, 6306, 6310, 6316, 6350, 6355, 6360, 6361, 6364, 6370, 6372, 6375, 6384, 6386, 6387, 6390, 6391, 6395, 6398, 6415, 7836 |